# 二軒屋町 (岡崎市)
二軒屋町（にけんやちょう）は、愛知県岡崎市の町名。現行行政地名は二軒屋町1丁目から2丁目。

## 地理
岡崎市南西部に位置し、西は福桶町・中島町・中島東町、北は正名町に接する。

## 世帯数と人口
2022年（令和4年）7月1日現在の世帯数と人口は以下の通りである。
| 町丁     | 世帯数  | 人口  |
| -------- | ------- | ----- |
| 二軒屋町 | 134世帯 | 337人 |

## 学区
市立小・中学校に通う場合、学区は以下の通りとなる。
| 番・番地等 | 小学校                   | 中学校               | 高等学校普通科 |
| ---------- | ------------------------ | -------------------- | -------------- |
| 全域       | 岡崎市立六ツ美南部小学校 | 岡崎市立六ツ美中学校 | 三河学区       |

## 歴史
二軒屋の地名は、江戸時代に碧海郡二軒屋村として存在していた。同村は正名村の一部より成立、1878年（明治11年）に正名村の一部になった。

### 町名の由来
かつて神谷甚右衛門と早川角兵衛の2軒が居住していたことによる。

### 沿革
- 1982年（昭和57年）1月21日 - 正名町・中島町の各一部より、二軒屋町が成立[7][8]。

## 施設
- 二軒屋公園

## 交通
- 愛知県道43号岡崎碧南線

## その他

### 日本郵便
- 郵便番号 : 444-0222[2]（集配局：岡崎郵便局[9]）。